# Šimkent
Šimkent (kazaško Шымкент, uradna transliteracija Şymkent), pred letom 1993 imenovan Čimkent, je mesto v Kazahstanu, ki stoji v dolini reke Sajram na obronkih gorovja Ugam na jugu države, 120 km severno od uzbekistanske prestolnice Taškent. S skoraj 1,2 milijona prebivalcev (po podatkih za začetek leta 2023) je tretje največje kazahstansko mesto, poleg Nursultana in Almatija eno od treh s statusom mesta republiškega pomena, upravno enakovrednim oblastem.
Kraj je nastal najkasneje v 12. stoletju kot postojanka na Svilni cesti, kasneje je bil večkrat uničen v nomadskih vpadih, od zgodnjega 19. stoletja pa se je razvijal kot obmejna utrdba Kokandskega kanata. Sredi 19. stoletja je območje postalo del Ruskega imperija. Kmalu po tem se je pričela industrializacija, posebej intenzivna v 20. stoletju, ko se je prebivalstvo v manj kot 50 letih več kot podeseterilo. Zdaj je pomembno industrijsko, transportno in kulturno središče svoje regije. Med drugim je znano po metalurških obratih, kjer predelujejo barvne kovine.
Regija s Šimkentom kot centrom je središče uzbeške manjšine v Kazahstanu, ki pa tam nima bistvene politične moči. Uzbeščina nima statusa uradnega jezika, v javnem prostoru se uporablja le lokalno kot jezik poučevanja. Trenutni zapis imena, ki dobesedno pomeni »mesto na trati«, je Šimkent dobil po osamosvojitvi Kazahstana leta 1991, ko je vlada pričela aktivno uveljavljati kazaško črkovanje krajevnih imen.